# Lättmetall
Lättmetall är samlingsnamn för metaller med låg atomvikt. Med lättmetall menas oftast metaller med en densitet på högst 4 500 kg/m3. Gränsen mot andra metaller, så kallade tungmetaller, är dock inte entydig.
De viktigaste lättmetallerna inom tekniken är aluminium, magnesium och titan. Dessa metaller och deras legeringar har god hållfasthet i förhållande till vikt och har ofta korrosionsresistens.

## Lista över lättmetaller
- Aluminium
- Beryllium
- Kalcium
- Kalium
- Litium
- Magnesium
- Natrium
- Titan